# Hinds (groupe)
Hinds est un groupe de garage rock lo-fi espagnol, originaire de Madrid.
Formé en 2011, le groupe reprend son activité en 2013 après une interruption. En avril 2014, il publie Bamboo et Trippy Gum sur le site Bandcamp. Il attire l'attention de médias internationaux tels que Pitchfork, et dès lors enchaîne des concerts dans le monde entier, Grande-Bretagne,  France, Portugal, Allemagne, Norvège, Danemark, Pays-Bas, Thaïlande, Australie et États-Unis, en première partie d'autres groupes ou en tête d'affiche. Le nom initial du groupe était Deers, mais il est contraint de le changer fin 2014, ce nom étant trop proche de celui d'un groupe canadien. Le groupe adopte officiellement le nom de Hinds le 7 janvier 2015. Il a depuis publié quatre albums, dont le dernier en date, Viva Hinds, paru en septembre 2024.

## Biographie

### Duo
Le groupe commence son parcours comme un duo, formé en 2011 par Carlotta Cosials et Ana García Perrote. Après un an et demi d'inactivité, ce duo, alors connu sous le nom de Deers, reprend sa course. En mars 2014, il enregistre les titres Bamboo et Trippy Gum, et les publie initialement sur Bandcamp comme Demo. Les deux titres sont particulièrement bien accueillis par des publications comme le New Musical Express (NME), et The Guardian, et par des musiciens comme Patrick Carney, de The Black Keys, ainsi que The Pastels et Bobby Gillespie.

### Quatuor
Après la publication de Demo, le duo se transforme en quatuor en incorporant Ade Martín à la basse et Amber Grimbergen à la batterie. En mai, Hinds remporte un prix qui lui permet d'enregistrer un second single Barn au studio Converse Rubber Tracks de Berlin. « C’était notre première fois en salle de répète et c’était bizarre. On ne connaissait pas le mec, et lui ne savait pas ce qu’on faisait » raconte Ana sur cette expérience, « Il parlait encore moins bien anglais que nous » précise Carlotta, « ce qui rendait les choses très compliquées. Imagine la communication entre un allemand et un espagnol, c’était le bordel. »
En juin 2014, le label britannique Lucky Number publie à nouveau Demo, dans une édition limitée, en disque vinyle. Le même mois, Hinds donne son premier concert à Londres et son premier concert aussi dans sa nouvelle formation en quatuor. Durant la suite de l'année 2014, cette tournée s'élargit considérablement en touchant l'Allemagne et la France, entre autres pays européens, et en incluant des premières parties de groupes tels que The Libertines, The Vaccines et Black Lips. Le groupe Hinds reçoit des critiques élogieuses par des médias comme Pitchfork, Pigeons and Planes, Gorilla vs. Bear, The Line of Best Fit, Paste Magazine, DIY Magazine et Metropoli. Le 3 novembre 2014, le groupe publie le single Barn, avec les titres Castigadas en el granero et Between Cans, de nouveau sous le label Lucky Number et dans une édition limitée à 500 copies en vinyle et en format numérique, épuisée aujourd'hui.

### Premier album

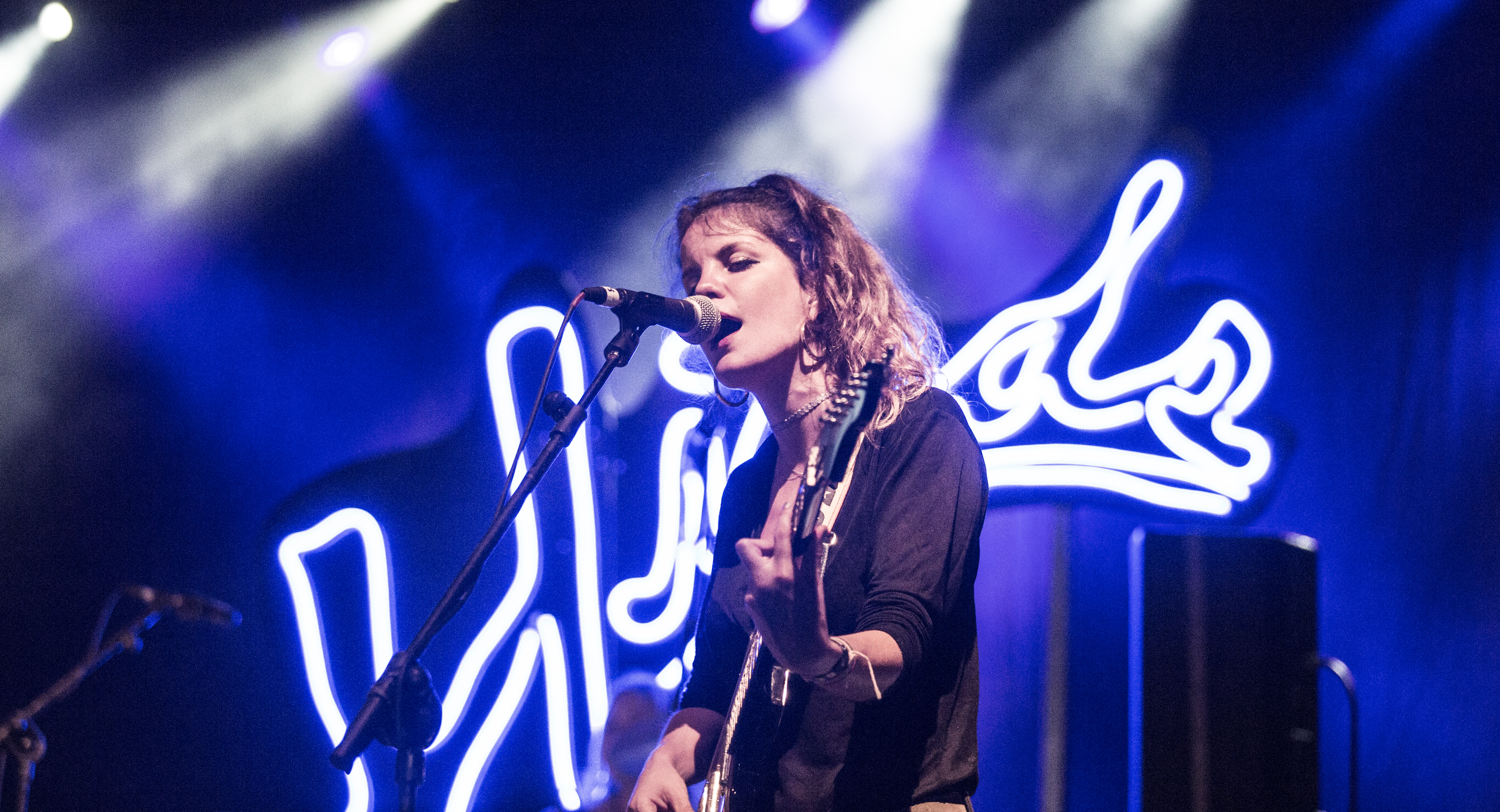
Carlotta Cosials au Festival Internacional de Benicàssim en 2016.

En 2015, le groupe effectue une tournée mondiale, incluant des pays comme la Thaïlande, l'Australie et les États-Unis. Il renforce aussi sa notoriété récente par une participation à de grands festivals comme le Festival international de Benicàssim, le South by Southwest, et le Festival de Glastonbury. En avril 2015, le groupe enregistre un album à Cadix dans le studio du producteur Paco Fou et avec la collaboration de Diego García, chanteuse de The Parrots, qui a aussi collaboré comme ingénieur de son à Demo et Barn. L'album s'intitule Leave Me Alone et est publié le 8 janvier 2016. Il comprend 12 chansons, dont les singles comme Bamboo, Castigadas en el granero et Chili Town, outre des titres nouveaux.
Le groupe réalise aussi un split single en avril accompagné des amis et musiciens The Parrots à l'occasion du Record Store Day, en enregistrant le titre Davey Crocket (Gabba Hey!), une reprise du groupe anglais Thee Headcoats produit par Arni Arnason, membre de The Vaccines. En août, il publie le single Chili Town et en septembre Garden.

### Deuxième album
Le groupe annonce sur Twitter la sortie d'un nouvel album pour 2017. La production débute en mars 2017. Le 11 août 2017, Hinds publie une reprise du morceau Caribbean Moon de Kevin Ayers, enregistré durant la conception de leur second album.
Ce deuxième album, I Don't Run, sortira le 6 avril 2018. Cet album est précédé par la sortie du premier single et du clip musical de la chanson New For You. En mars est sorti le second single de l'album The Club accompagné d'un clip vidéo.

### Troisième album
Le 3 décembre 2019 le groupe sort un nouveau single Riding solo,. La chanson évoque la solitude des tournées et l'éloignement des proches. Les membres déclarent ainsi
" Être musicien n'aide pas vraiment. Toute votre vie est en perpétuel mouvement et la seule chose qui vous reste, c'est vous-même. Et faire face à soi-même. On sait tous combien cela peut être ennuyeux et énervant. C'est ce dont parle Riding Solo. À propos de nous. Perpétuellement en mouvement, être partout et nulle part en même temps. La plupart du temps on est entouré d'étrangers, à neuf heures de décalage horaire de nos proche et de ce que nous appelons notre maison, vivant et mourant "por y para la música" (pour et par la musique)"
Hinds prévoit une tournée commençant en avril 2020 et la sortie de leur album The Prettiest Curse le 3 avril 2020. Néanmoins, le développement de la pandémie de Coronavirus conduit le groupe à reporter la sortie de l'album au 5 juin 2020. De même plusieurs dates de leur tournée, en France, en Allemagne ou aux Pays-Bas sont annulées. Le graphisme de la pochette de l'album est réalisé par l'artiste de la Movida de Madrid Ouka Leele. Le quatuor traverse alors une période difficile, humainement et financièrement.

### Quatrième album
En novembre 2022, le groupe se retrouve à Londres pour écrire de nouveaux titres et trouver un nouveau manager. En décembre, la bassiste Ade Martín et la batteuse Amber Grimbergen décident de quitter le groupe (leur départ ne sera annoncé que 7 mois plus tard). La bassiste Ade Martín entame une carrière solo sous le pseudonyme Shangai Baby. Les deux membres fondatrices Carlotta Cosials et Ana García Perrote relancent le projet Hinds et partent enregistrer l'album en France, à Besse. Au printemps 2023, elles assurent la première partie de Coldplay à Barcelone, avec deux nouvelles musiciennes, la bassiste Paula Ruiz et la batteuse María Lazaro. D'autres sessions d'enregistrement ont lieu ensuite, à Saint-Michel, puis d'autres concerts suivent, essentiellement en Espagne. Le mixage de l'album est bouclé à la fin de l'année 2023.
En janvier 2024, Hinds teste quelques nouveaux chansons lors d'une brève tournée au Royaume-Uni ,. Un premier single, Coffee, sort le 28 février 2024,. Le groupe joue ensuite 14 concerts en 4 jours, au festival SXSW à Austin, Texas , puis deux dates à New York,. Le second single, Boom Boom Back (en collaboration avec Beck), sort le 7 mai 2024. Le clip est tourné à Los Angeles. Dans la foulée, le groupe annonce leur nouvel album Viva Hinds et plusieurs dates de concert en Europe,. Le troisième single, En Forma, paraît le 12 juin; il s'agit du premier morceau du groupe entièrement chanté en espagnol,. Une tournée européenne en 2025 est également annoncée. Un quatrième single, Superstar, suit le 23 juillet, avec une vidéo tournée à la gare de Madrid Chamartin. Avant la sortie de l'album, Hinds joue plusieurs plusieurs concerts d'été en Espagne. Le cinquième et dernier single, The Bed, The Room, The Rain and You, sort le 14 août. Le clip est composé d'images tournées en France lors de l'enregistrement de l'album.
L'album Viva Hinds sort le 6 septembre 2024. Il est salué par des critiques positives,,,,,,. Le duo de chanteuses-compositeuses évoque leur amitié et la génèse de l'album dans de nombreuses interviews,,,,,,,,. Le groupe prévoit une tournée mondiale, d'abord en Amérique du Nord en 2024, puis des dates européennes en 2025,.

## Récompense
- EBBA Awards 2017 - Espagne[76]

## Activité commerciale
En 2018, Hinds a collaboré avec la marque de bière espagnole Mahou en tant que représente de la compagne UnSaborMuyGrande (une saveur plus grande).

## Style musical
Hinds est considéré comme un groupe de garage rock, garage pop, surf rock et lo-fi, et est comparé avec des groupes tels que Velvet Underground, The Pastels et autres groupes de la décennie des années 1960. Pourtant, ses membres mentionnent comme influences significatives : Black Lips, Ty Segall, The Parrots, The Strokes, The Vaccines et Mac DeMarco.

## Vie privée
Les membres du groupe maintiennent une étroite relation avec le groupe madrilène The Parrots, qui les ont aidé à leurs débuts. Ils démontrent également leur amitié, par les réseaux sociaux, avec des artistes tels que Mac DeMarco, Luke Pritchard ou quelques membres de The Vaccines.
Les âges des quatre Hinds oscillent entre 25 et 31 ans. Toutes ont temporairement laissé les études (relations internationales, architecture, art dramatique, publicité) pour se consacrer pleinement au projet Hinds.

## Membres

### Membres actuels
- Carlotta Cosials - voix, guitare (2011-maintenant)
- Ana García Perrote - voix, guitare  (2011-maintenant)

### Anciens membres
- Ade Martín - basse (2014-2022)[79]
- Amber Grimbergen - batterie[80] (2014-2022)[79]

## Discographie

### Albums studio
- 2016 - Leave Me Alone (Lucky Number Music)
- 2018 - I Don't Run (Lucky Number Music)
- 2020 - The Prettiest Curse (Mom + Pop Music)
- 2024 - Viva Hinds (Lucky Number Music)

### Singles
- 2014 : Demo (Lucky Number, Lucky070); (Mom + Pop Music (Mom + Pop Music) (États-Unis)
- 2014 : Barn (3 novembre 2014) (Lucky Number, Lucky074)  (Royaume-Uni) ; (Mom + Pop Music) (États-Unis)
- 2015 : Chili Town (août 2015)
- 2018: New For You (19 janvier 2018) et The Club ( 20 mars 2018)

### Collaborations
- 2015 : Split #1 (7" avec The Parrots Hinds ≈ Parrots) (Burger Records/Lucky Number Music ; publié en Europe et au Royaume-Uni par le label Lucky Number pour le Record Store Day le 18 avril 2015).

### Compilations
- 2015 : Burger (cassette en édition limitée comprenant tous les titres de Demo et Barn, publiée par Burger Records le 7 avril) et Very Best of Hinds so Far (10" LP vinyl limité à 2 500 exemplaires)

### Vidéos Musicales
- "Bamboo" (2014)
- "Trippy Gum" (2014)
- "Castigadas en el Granero" (2014)
- "Chili Town" (2015)
- "Davey Crockett" (2015)
- "Garden" (2015)
- "San Diego" (2015)
- "Easy" (2016)
- "Warts" (2016)
- "Bamboo" (dessin animé) (2016)
- "New For You" (2018)
- "The Club" (2018)
- "Finally Floating" (2018)
- "British Mind" (2018)
- "Riding Solo" (2019)
- "Good Bad Times" (2020)
- "Just Like Kids" ft. Miau (2020)
- "Burn" (2020)
- "Coffee" (2024)[81]
- "Boom Boom Back" ft. Beck (2024)[82]
- "En Forma" (2024)[83]
- "Superstar" (2024)[84]
- "The Bed, The Room, The Rain and You" (2024)[85]